# Wave (album)
Wave is het vierde studioalbum van de Amerikaanse Patti Smith Group, uitgebracht in 1979.

## Geschiedenis
Dit album was minder commercieel succesvol dan zijn voorganger Easter, maar was wel een overgang naar de meer radiovriendelijke mainstream popmuziek. De eerste single van het album was "Frederick", een liefdeslied gericht aan haar toekomstige echtgenoot Fred "Sonic" Smith. De tweede single "Dancing Barefoot" werd later gecoverd door verscheidene artiesten, waaronder Shakespears Sister, Simple Minds, U2, The Waterboys en Pearl Jam. De titeltrack was bedoeld als eerbetoon aan Paus Johannes Paulus I. De band werd na dit album ontbonden en pas in 1988 bracht Patti Smith een nieuw soloalbum uit (Dream of Life).

## Tracklist
Alle muziek en teksten zijn geschreven door Patti Smith (tenzij anders vermeld). 
| 1.                 | Frederick                                                               | 3:01 |
| 2.                 | Dancing Barefoot (Smith, Ivan Král)                                     | 4:18 |
| 3.                 | So You Want to Be (A Rock 'n' Roll Star) (Chris Hillman, Roger McGuinn) | 4:18 |
| 4.                 | Hymn (Smith, Lenny Kaye)                                                | 1:10 |
| 5.                 | Revenge (Smith, Kral)                                                   | 5:06 |
| 6.                 | Citizen Ship (Smith, Kral)                                              | 5:09 |
| 7.                 | Seven Ways of Going                                                     | 5:12 |
| 8.                 | Broken Flag (Smith, Kaye)                                               | 4:55 |
| 9.                 | Wave                                                                    | 4:55 |
| 10.                | Fire of Unkwown Origin (Bonustrack op cd)                               | 2:09 |
| 11.                | 5-4-3-2-1 / Wave (Bonustrack op cd (live))                              | 2:43 |
| Totale duur: 37:45 |                                                                         |      |

## Personeel

### Patti Smith Group
- Jay Dee Daugherty – drums
- Lenny Kaye – gitaar, basgitaar op "Wave", zang
- Ivan Kral – basgitaar, gitaar, cello op "Wave", toetsen
- Richard Sohl – piano
- Patti Smith – zang

### Extra muzikanten
- Andi Ostrowe – percussie, pauk op "Seven Ways of Going"
- Todd Rundgren – basgitaar op "Dancing Barefoot", producer, geluidstechnicus

### Technisch personeel
- Vic Anesini – mastering
- George Carnell – assistent geluidstechnicus
- Tom Edmonds – assistent geluidstechnicus